# Escriptura epi-olmeca

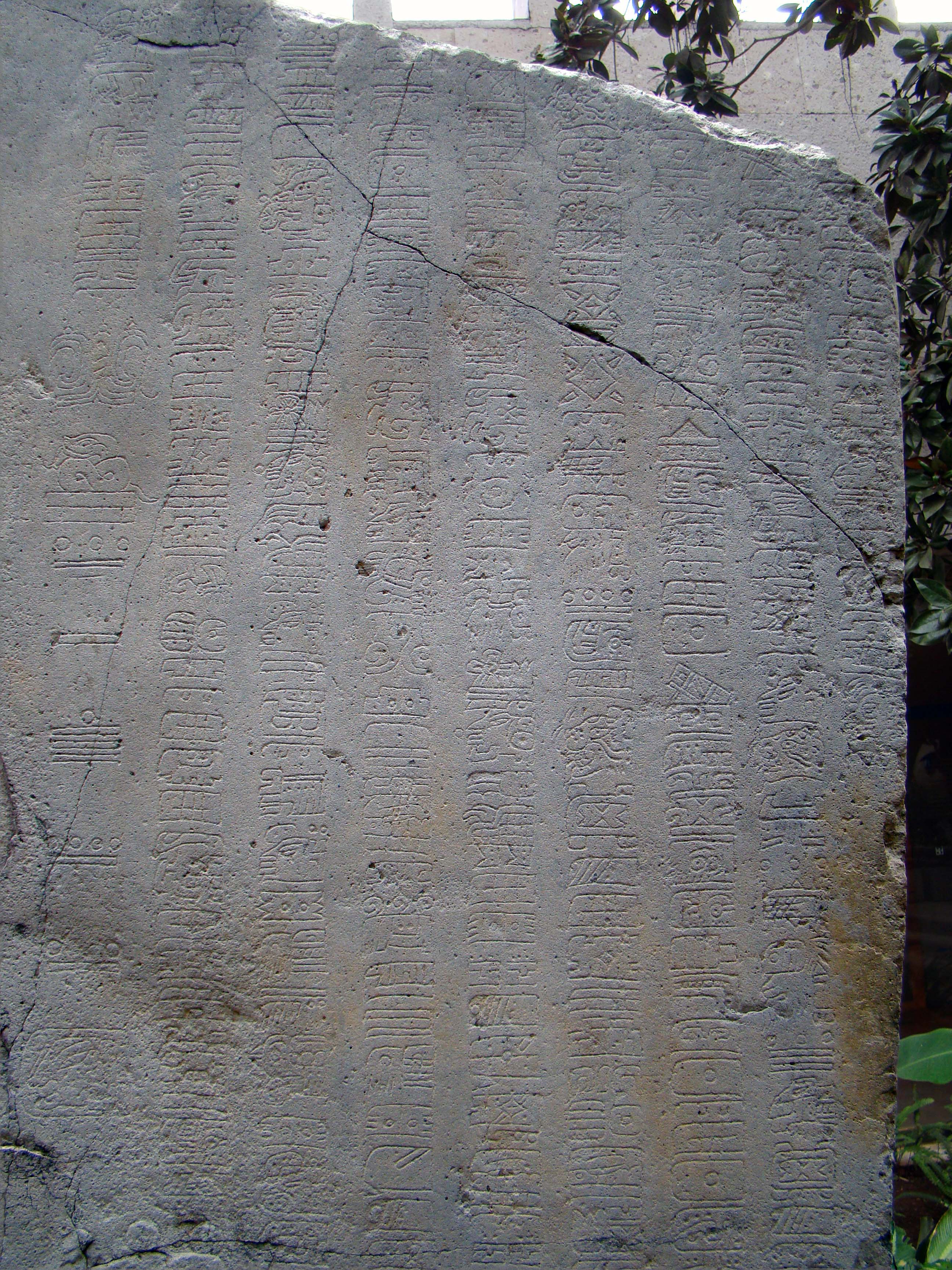
Detall que mostratres columnes de glifs de l'estela 1 de la Mojarra. Les columnes de la dreta estan escrites amb glifs epi-olmeques. La columna de l'esquerra mostra una data del compte llarg, el 8.5.16.9.9 o 156 dC

L'escriptura epi-olmeca  o  escriptura Ístmica  és un dels sistemes d'escriptura de Mesoamèrica utilitzat en la regió de l'istme de Tehuantepec en el marc de la cultura epiolmeca, des d'aproximadament el 500 aC fins al 500 dC, encara que no hi ha acord sobre aquestes dates.

## Història
L'escriptura epi-olmeca és estructuralment similar a l'escriptura maia, i utilitza un conjunt de caràcters per representar logogrames i un altre conjunt per a representar síl·labes, i mostra inscripcions epigràfiques datades, així per exemple el text de l'Estela de Chiapa de Corzo conté la inscripció més antiga coneguda en el sistema de compte llarg, que usualment s'associa amb els maies del clàssic (Pérez de Lara i Justeson, 2007). Aquesta inscripció correspon a l'any 36 aC, al Preclàssic Tardà Mesoamericà.
Les inscripcions epigràfiques van ser possibles perquè la cultura epiolmeca des d'època primerenca va començar a utilitzar un conjunt de signes de calendari a llarg termini, i els textos més detallats d'aquesta època a Mesoamèrica. D'acord amb Justeson (1986: 447), el sistema d'escriptura conegut com a epi-olmeca o istmià és una derivació de l'antic sistema emprat pels olmeques, emparentat amb altres sistemes d'escriptura emprats en el sud-est de Mesoamèrica, inclosos l'escriptura clàssica maia i les escriptures izapanes. Joh Justeson i Terrence Kaufman, en un article publicat el 1993, van afirmar haver aconseguit un desxiframent parcial de l'escriptura epiolmeca de l'Estela de la Mojarra. D'acord amb aquest intent de desxiframent la llengua d'aquestes inscripcions sembla una llengua mixe-zoque; de fet podria ser un descendent directe del proto-mixe-zoques reconstruït però anterior a la separació d'aquestes llengües en dues branques, els actuals idiomes mixe i zoque. El 1997, els mateixos epigrafistes publicaren un segon text sobre l'escriptura epi-olmeca, en què afirmaven haver desxifrat una nova part de l'estela de la Mojarra. El sil·labari epi -olmeca proposat per Justeson i Kaufman (2001) ha estat criticat per autors com Stephen Houston i Michael D. Coe, els quals, basant-se en la proposta de Justeson i Kauffman no van poder desxifrar un text epi-olmeca de la màscara d'estil Teotihuacan o descoberta per ells i desconegut per aquests dos últims autors.

## Textos recuperats
Els quatre textos epi-olmeques més extensos són:
- L'estela 1 de la Mojarra.
- L'estatueta de Tuxtla.
- L'estela C de Tres Zapote.
- Una màscara d'estil Teotihuacan o descoberta per Coe i Houston.[5]

Altres textos serien:
- Alguns glifs en quatre esteles molt deteriorades (les número 5, 6, 8 i 15) del Cerro de las Mesas.
- Aproximadament 23 glifs a la "màscara O'Boyle", un objecte de fang d'una col·lecció privada, d'origen desconegut.
- Un petit nombre de glifs en un fragment de ceràmica de Chiapas de Corzo. A aquest fragment se li atribueix la major antiguitat: 450-300 aC[6]